# Dinobryon
Dinobryon — рід мікроскопічних водоростей, один із 22 родів родини Dinobryaceae. Це міксотрофи, що здатні отримувати енергію та вуглець за допомогою фотосинтезу та фаготрофії бактерій. Рід включає щонайменше 37 видів. Найвідомішими видами є D. cylindricum та D. divergens, які щорічно спричиняють цвітіння водойм у помірній зоні.
Dinobryon може існувати у вигляді одиночних клітин або в розгалужених колоніях.

## Екологія
Найчастіше трапляється у прісноводних озерах та ставках, хоча представників роду також було зафіксовано у солонуватих водоймах та лиманах.
Найчастіше Dinobryon  спостерігали в оліго- та мезотрофних помірних озерах та ставках, хоча вони також спостерігався в евтрофічних водах. Спричиняє цвітіння, яке регулярно відбувається у весняний час з настанням термічного розшарування і зазвичай відбувається після цвітіння діатомових водоростей. Цвітіння ініціюється пробудженням кремнієвих спор, що називаються статоспорами, які протягом зими лежать на дні водойми. Підвищена весняна інсоляція змушує їх проростати, виробляючи амебоїдні клітини з двома джгутиками і вазоподібним целюлозним комірцем. Ці рухливі клітини піднімаються у фотичні води, де вони розмножуються.

## Види
- Dinobryon acuminatum Ruttner
- Dinobryon balticum (Schütt) Lemmermann, 1900
- Dinobryon bavaricum Imhof, 1890
- Dinobryon belgicae A.F.Meunier, 1910
- Dinobryon borgei Lemmermann, 1900
- Dinobryon calyciforme Bachmann, 1907
- Dinobryon campanulostipitum E.H.Ahlstrom
- Dinobryon coalescens Schiller, 1925
- Dinobryon crenulatum West & G.S.West, 1909
- Dinobryon cylindricum O.E.Imhof, 1887
- Dinobryon dilatatum D.G.Hilliard
- Dinobryon divergens O.E.Imhof, 1887
- Dinobryon faculiferum (T.Willén) T.Willén, 1992
- Dinobryon mediterraneum Pavillard
- Dinobryon mucronatum G.Nygaard, 1979
- Dinobryon pediforme (Lemmermann) Steinecke, 1916
- Dinobryon porrectum Schiller, 1925
- Dinobryon protuberans Lemmermann, 1899
- Dinobryon sertularia Ehrenberg, 1834
- Dinobryon sociale (Ehrenberg) Ehrenberg, 1834
- Dinobryon stipitatum Stein
- Dinobryon suecicum Lemmermann, 1904
- Dinobryon unguentariforme Croome, H.U.Ling & P.A.Tyler